# AVUS

AVUS(Automobil-Verkehrs- und Übungsstraße←자동차 교통 및 훈련 도로)는 독일 베를린의 도로이다. 1921년 개장하였으며 유럽에서 가장 오래된 접근 통제 고속도로이다. 1998년까지 자동차 경주 서킷으로도 사용되었다. 오늘날 AVUS는 아우토반 115호선(분데스아우토반 115)의 북쪽 부분을 이루고 있다.

## 역사
1907년 Kaiserlicher Automobilclub(KAC) 협회는 자동차 산업의 시험용 트랙이자 모터스포츠 장소로서 금액을 받는 서킷을 고안하였다.

## 같이 보기
- 포뮬러 원 서킷 목록